# Proposizione limitativa
La proposizione limitativa è una proposizione subordinata  che limita la validità di quanto detto nella proposizione reggente.
Viene di solito introdotta da locuzioni del tipo Per quel che, per quanto , relativamente a , in quanto a e simili. 
- Per quanto io ne so, Marina è a Roma
- Per quanto riguarda Marina, so solo che è a Roma

In queste costruzioni, non è raro l'uso del congiuntivo, che ha funzione concessiva:
- Per quel che io ne sappia, Marina è a Roma

Può essere implicita, quando si usa l'infinito:
- A parlare, sono bravo, ma non a scrivere

## In latino
In latino le proposizioni limitative sono introdotte dalle congiunzioni ut, quoad, quatenus prout, quantum, quod (per quanto, secondo che, almeno per quello che) e sono espresse al modo indicativo, raramente al congiuntivo.
Poniamo un esempio:
| «Quoad potero, tuam famam et dignitatem tuebor.»                       |
| «Per quanto mi sarà possibile, difenderò la tua fama e la tua dignità» |